# Arcebispo de Gales
O cargo de Arcebispo de Gales (em galês:  Archesgob Cymru) foi criado em 1920, quando a Igreja no País de Gales foi separada da Igreja da Inglaterra e desestabelecida. As quatro dioceses galesas históricas anteriormente faziam parte da Província da Cantuária e, portanto, ficaram sob seu arcebispo. A nova Igreja se tornou a província galesa da Comunhão Anglicana.
Ao contrário dos arcebispos da Cantuária e Iorque, que são nomeados pelo Rei mediante conselho do Primeiro-Ministro, o arcebispo de Gales é um dos seis bispos diocesanos do País de Gales, eleitos para ocupar este cargo além de sua própria diocese.
Com o estabelecimento da nova província, houve um debate sobre se uma sé específica deveria ser feita a sé primacial, ou se outra solução deveria ser adotada. Precedentes foram buscados na história inicial do Cristianismo no País de Gales, com São Davi tendo uma preeminência discutível entre as sés. Um arcebispado católico romano de Cardiff foi criado em 1916. Em vez disso, foi decidido que um dos bispos diocesanos deveria ter o título de Arcebispo de Gales, além de sua própria sé. O caráter circulante do cargo foi justificado pela geografia galesa e pelo precedente eclesiástico da província da Numídia (da qual Santo Agostinho de Hipona foi bispo). O arcebispo é escolhido em Llandrindod Wells, sendo um ponto central no país. O primeiro arcebispo foi escolhido na antiga igreja paroquial de Llandrindod, mas nos anos mais recentes, a Igreja da Santíssima Trindade tem sido usada.
Em 6 de dezembro de 2021, Andy John, bispo de Bangor, foi eleito para servir como arcebispo de Gales por um Colégio Eleitoral da Igreja em Gales reunido na Igreja da Santíssima Trindade, Llandrindod Wells; sua eleição foi confirmada (e, portanto, ele assumiu legalmente a sé arquiepiscopal) imediatamente.

## Arcebispos
- Alfred George Edwards (1920–1934) - Bispo de Santo Asafe;
- Charles Alfred Howell Green (1934–1944 ) - Bispo de Bangor;
- David Lewis Prosser (1944–1949) - Bispo de São Davi.
- John Morgan (1949–1957) - Bispo de Llandaff;
- Edwin Morris (1957–1967) Bispo de Monmouth;
- William Glyn Hughes Simon (1968–1971) - Bispo de Llandaff;
- Gwilym Owen Williams (1971–1982 - Bischof de Bangor;
- Derrick Greenslade Childs (1983–1986) - Bispo de Monmouth;
- George Noakes (1987–1991) - Bispo de São Davi;
- Alwyn Rice Jones (1991–1999) - Bispo de Santo Asafe;
- Rowan Williams (1999–2002) - Bispo de Monmouth. Posteriormente arcebispo da Cantuária na Igreja da Inglaterra;
- Barry Morgan (2003–2017) - Bispo de Llandaff;
- John Davies (2017–2021) - Bispo de Swansea e Brecon;
- Andrew Thomas Griffith John (2021-) - Bispo de Bangor.